# Erygia watanabii
Erygia watanabii là một loài bướm đêm trong họ Noctuidae.